# Ludovic Csupor
Ludovic (Lajos) Csupor (n. 19 august 1911, Târgu Mureș - 1985, Târgu Mureș) a fost un lider comunist român, de meserie croitor. 
În decembrie 1944, Ludovic Csupor a devenit membru a PCR. A fost membru al CC al PMR, prim-secretar al Comitetului Regional PMR al Regiunii Mureș - Autonomă Maghiară.
Ludovic Csupor a fost prim-secretar al comitetului de partid din regiunile Bihor și Stalin, iar între 1953 și 1961 în Regiunea Autonomă Maghiară. Ludovic Csupor a fost membru al CC al PCR (1955-1969), deputat în Marea Adunare Națională în sesiunile din perioada 1952 - 1969, membru al prezidiului Marii Adunări Naționale (1954-1961), iar din 1965 a fost secretar al Uniunii Generale a Sindicatelor din România.

## Distincții
- Medalia „A cincea aniversare a Republicii Populare Române” (24 decembrie 1952) „pentru lupta și munca duse în vederea făuririi, consolidării și prosperării Republicii Populare Române”[2]
- Ordinul Muncii clasa a III-a (21 august 1954) „pentru merite deosebite pe tărîmul construcției de stat, economice, sociale și culturale, cu ocazia celei de a zecea aniversări a eliberării patriei noastre”[3]
- Ordinul „Steaua Republicii Populare Romîne” clasa a III-a (30 decembrie 1957) „cu ocazia celei de a zecea aniversări a proclamării Republicii Populare Romîne și pentru merite deosebite în îndeplinirea sarcinilor date de Partidul Muncitoresc Romîn, pentru merite deosebite pe tărîmul construcției de stat, economice, sociale, culturale și obștești”[4]
- Ordinul „23 August” clasa a III-a (12 august 1959) „pentru merite deosebite în opera de construire a socialismului”[5]
- Medalia „40 de ani de la înființarea Partidului Comunist din Romînia” (6 mai 1961) „pentru merite în activitatea de partid și întărirea regimului democrat-popular”[6]
- Ordinul Muncii clasa I (18 august 1961) „cu prilejul împlinirii a 50 de ani, pentru activitate îndelungată în mișcarea muncitorească și contribuția adusă la opera de construire a socialismului”[7]
- Ordinul „Tudor Vladimirescu” clasa a III-a (30 aprilie 1966) „cu prilejul celei de-a 45-a aniversări de la înființarea Partidului Comunist din România, pentru îndelungată activitate în mișcarea muncitorească și merite deosebite în opera de construire a socialismului”[8]
- Ordinul „Tudor Vladimirescu” clasa a II-a (4 mai 1971) „cu prilejul aniversării a 50 de ani de la constituirea Partidului Comunist Român, [...] pentru activitate îndelungată în mișcarea muncitorească și merite deosebite în opera de construire a socialismului”[9]